# 鹿島城 (肥前国)

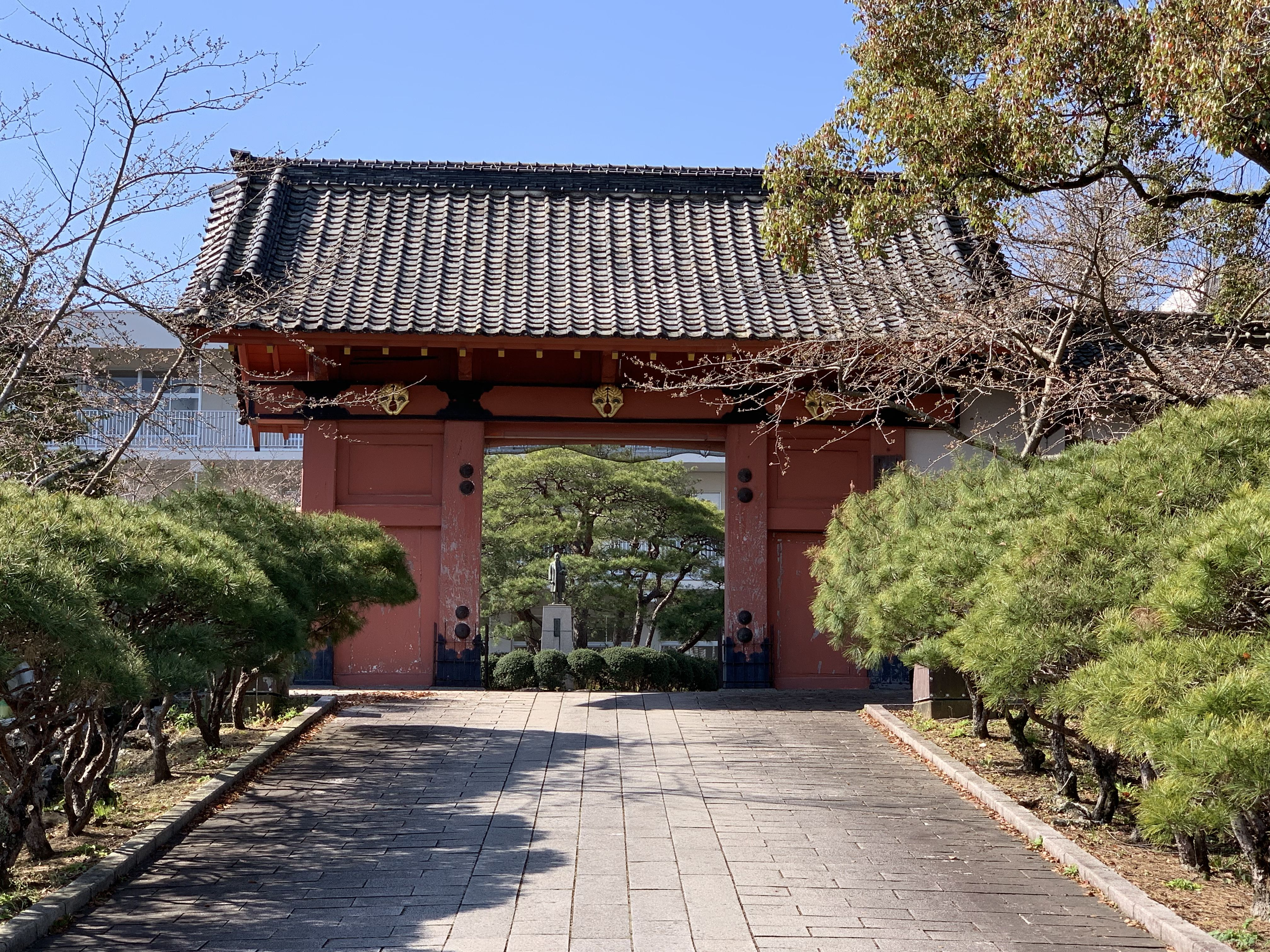
赤門

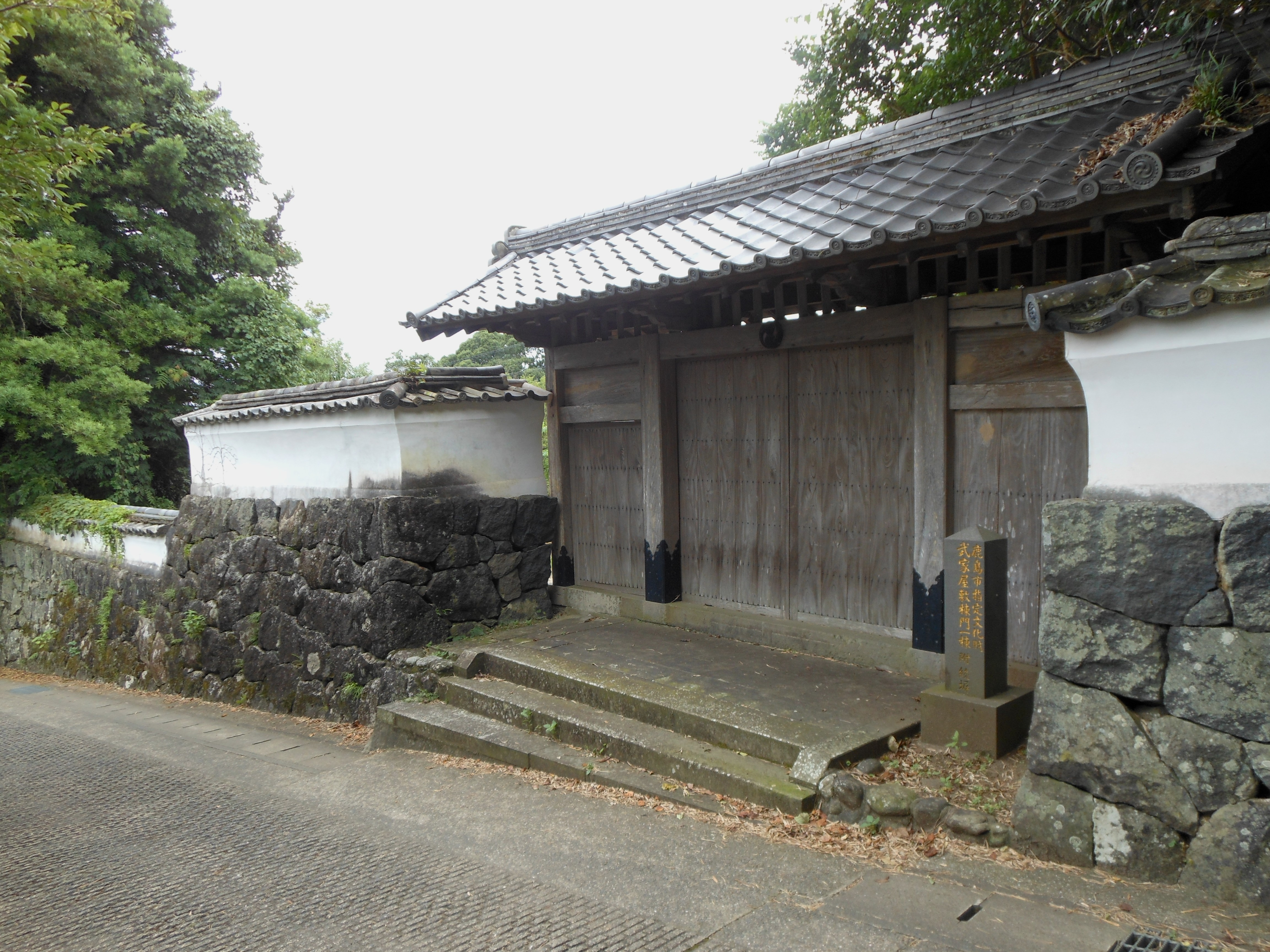
家老原忠順の屋敷の門・塀

鹿島城（かしまじょう）は、佐賀県鹿島市高津原城内にあった日本の城（平山城）。

## 立地・構造
佐賀県鹿島市の多良岳の北東にある山地東端の丘陵上に位置する。高津原と呼ばれる丘陵は鹿島川に相対し標高は10 - 30 m程度ある。外郭は南北650 m・東西370 mで、家臣屋敷地も含まれ、その領域は後に郭内と呼ばれ、現在の自治区である城内区とほぼ同じ。本丸は南側の高所にあり、高津原屋敷や鹿島館と呼ばれた。支藩の政庁のため表向きは屋敷や館（陣屋）と称する一方、城郭の性質を備えていた。後年は「鹿島城」の通称が広まっている。
堀および大きな柵のある土塁を巡らせた城構えで、石垣は一部だけに配置されていた。建物は高いものでも2階建てだった。現存する大手門と赤門は佐賀県重要文化財に指定されているが、共に装飾金具の少ない簡素な造りの反面複雑な木組で、小藩としては大きな門構えであった。他に裏手の搦手門、東西の東門・西門があった。大手門と赤門の間は鍵型に曲がる登城路で、これに面して家臣屋敷があった。登城路と部分的に残る土塁は当時の景観を伝えるほか、本丸南には武家屋敷も残っている。

## 歴史
佐賀藩の支藩である鹿島藩は初代・鍋島忠茂から9代・直彝まで常広城にいたが、鹿島川と塩田川の間の沖積地のため水害を受けることが多かった。このため直彜は文化元年（1804年）に幕府と本藩に移転を願い出て、翌文化2年（1805年）5月に許可を得た。常広城の居館を移転し、文化4年6月（1807年）に鹿島城は完成している。なお、翌文化5年の竣工と判明している赤門の例が示すように、一応の完成を見た後にも工事は行われたと考えられる。文化6年には歴代鹿島藩主を祀る松蔭神社も常広城内から遷座した。
その後1874年（明治7年）の佐賀の乱の際に鹿島城は焼失した。官軍の侵攻を目前にして藩士が自ら火を放ったと伝えられている。現在、跡地は本丸周辺が佐賀県立鹿島高等学校赤門学舎、武家屋敷地が鹿島高等学校大手門学舎（旧佐賀県立鹿島実業高等学校）、東部が旭ヶ岡公園になっている。

## 遺構・文化財

### 赤門
高津原屋敷の表門で本丸御殿の正門にあたる。切妻造・桟瓦葺の薬医門で、向かって正面右に番所が付属、両側に漆喰塗りの土塀が続く。
丹塗りのため「赤門」と呼ばれるようになった。現在は鮮やかな朱色で、古い時代にはベンガラ色だったが、丹塗りが建築当初からなのかは判明していない。
赤門は領主の門であり、藩士はその傍の通用門を使用したとされる。現在は鹿島高等学校の校門として使用されており、1932年（昭和7年）からその名を冠して学校祭は「赤門祭」と称している。
修理が行われた際に「文化五戊辰閏六月廿八日」の日付を記した棟札が発見されている。その後「鹿島城赤門及び大手門」として1958年（昭和33年）1月23日に佐賀県重要文化財に指定された。続塀と棟札が附指定されている。

### 大手門
正面入口の門。切妻造・本瓦葺の高麗門で、背後に小屋根付きの控え柱が付き、赤門と同様に両側に漆喰塗りの土塀が続く。
1952年（昭和27年）の塗り替え以降現在まで丹塗りだが、それ以前は黒く塗られていた。
赤門とともに1958年佐賀県重要文化財に指定されている。

### 武家屋敷
城域内で搦手門に至る坂道は、片側が本丸部の堀と土手、向かいが武家屋敷の塀と門となっており、城下の静かな景観を残す。
茅葺きの屋敷は幕末期の家老原忠順の居宅で、鹿島市内で唯一残る家老屋敷。その欅を用いた素木造の門は「武家屋敷棟門」として鹿島市重要文化財に指定されている。門は1985年8月に台風で倒壊した後再建されている。